# Hilliard Lyle
Hilliard Lyle (Allenford, 21 december 1879 - Beaverlodge, 21 mei 1931) was een Canadees lacrossespeler. 
Met de Canadese ploeg won Lyle de olympische gouden medaille in 1904.

## Resultaten
- 1904  Olympische Zomerspelen in Saint Louis